# Lat Krabang
Lat Krabang est l’un des 50 khets de Bangkok, Thaïlande. 

## Points d'intérêt
- King Mongkut's Institute of Technology Lat Krabang (KMITL)[1]